# خوليان سبيروني
خوليان سبيروني (بالإسبانية: Julián Speroni) مواليد 18 مايو 1979 في بوينس آيرس، هو لاعب كرة قدم أرجنتيني يلعب مع كريستال بالاس كحارس مرمى. مثّل منتخب الأرجنتين لكرة القدم فئة الشباب.

## المسيرة الاحترافية

### أندية لعب لها
- كريستال بالاس

## روابط خارجية
- خوليان سبيروني على موقع قاعدة بيانات كرة القدم.إي يو (الإنجليزية)
- خوليان سبيروني على موقع Soccerbase.com (لاعب) (الإنجليزية)
- خوليان سبيروني على موقع Soccerway.com (الإنجليزية)
- خوليان سبيروني على موقع عالم كرة القدم.نت (الإنجليزية)
- خوليان سبيروني على موقع AS.com (الإسبانية)